# استری کیدز
استری کیدز (به کره‌ای:스트레이 키즈؛ به انگلیسی: Stray Kids) یک گروه موسیقی پسرانه کره‌ای است که در سال ۲۰۱۸ تحت نظر جی‌وای‌پی انترتینمنت تشکیل شد.
اعضای استری کیدز توسط لیدر گروه بنگ چان انتخاب شده‌اند و در طی برنامه‌ای در سال ۲۰۱۷ به نام Stray Kids موفق به دبیو در کی-پاپ شده‌اند.
این گروه در حال حاضر از هشت عضو تشکیل شده‌است: بنگ چان، لی نو، چانگبین، هیونجین، هان، فلیکس، سونگمین و آی. ان.
استری کیدز در ابتدا به صورت یک گروه ۹ نفره شروع به کار کرده‌اند و ووجین عضو سابق گروه به دلایل نامعلوم شخصی در اکتبر ۲۰۱۹ این گروه را ترک کرده‌ است.
این گروه قبل از آغاز کار رسمی، آلبومی به نام mixtape منتشر کرده‌ است.

## تاریخچه
۲۰۱۷–۲۰۱۸: شکل‌گیری از طریق یک برنامه تلویزیونی
در اوت ۲۰۱۷، جی‌وای‌پی اینترتینمنت رسماً برنامه تلویزیونی جدید این آژانس را برای راه اندازی یک گروه پسرانه اعلام کرد. جزئیات و تیزرهای بیشتر در دو ماه آینده از جمله عنوان نمایش بچه‌های ولگرد (استری کیدز) منتشر شد. پیش از آغاز کار رسمی گروه، در ۱۷ اکتبر، جی‌وای‌پی اولین موزیک ویدیوی استری کیدز را برای آهنگی با عنوان "Hellevator" منتشر کرد که بعداً به صورت تک‌آهنگ دیجیتالی منتشر شد. دو عضو گروه، لی نو و فلیکس، در طی برنامه با نظر کمپانی از گروه حذف شدند، اما هر ۹ عضو در نهایت در ترکیب گروه باقی مانده و با یکدیگر شروع به کار کردند.
همزمان با راه اندازی وبگاه رسمی استری کیدز، جی‌وای‌پی از انتشار آلبوم پیش از شروع رسمی این گروه با عنوان Mixtape خبر داد. این آلبوم شامل هفت ترک موسیقی است که توسط اعضا به‌طور مشترک نوشته شده و ساخته شده‌اند، از جمله "Hellevator" و آهنگ‌های دیگری که آنها در طول برنامه تلویزیونی خود اجرا کردند. این آلبوم به همراه ویدیوی اجرایی قطعه دوم خود با عنوان "مواظب باش" (کره ای: Grrr 총량 의 법칙)، در تاریخ ۸ ژانویه ۲۰۱۸ منتشر شد، در حالی که فیلم اجرایی "Spread My Wings" (کره ای: 어린 날개) یک هفته بعد به‌صورت آنلاین بارگذاری شد. این آلبوم در رتبه ۲ در نمودار آلبوم گائون و نمودار آلبوم‌های جهانی بیلبورد قرار گرفت.
در ۵ مارس، JYPE اولین شوکیس گروه را با عنوان Op. 01: I Am Not Stray Kids Unveil معرفی کرد، که در ۲۵ مارس در Jangchung Arena برگزار شد. آنها روز بعد با انتشار مینی آلبوم خود با عنوان "I Am Not"، به همراه موزیک ویدیوی آهنگ اصلی آن با عنوان "District 9" رسماً شروع به کار کردند، و پس از آن ویدئو "Grow Up" و ویدئو اجرای "Mirror" در تاریخ ۳۱ مارس و ۲۳ آوریل منتشر شد. "I Am Not" در جدول آلبوم گائون در رتبه چهارم حضور یافت و در مارس بیش از ۵۴٬۰۰۰ نسخه فیزیکی از آن فروخته شد.
در ۱۴ آوریل، گروه استری کیدز در KCON Japan 2018، اولین اجرای گروهی خود در خارج از کشور از زمان آغاز به کارشان را‌، انجام دادند.
در تاریخ ۱۲ ژوئیه، JYPE دومین شوکیس این گروه را با عنوان Stray Kids Unveil Op. 02: I Am Who اعلام کرد که در ۵ اوت در کاخ بزرگ صلح دانشگاه کیونگ هی برگزار شد. دومین مینی آلبوم آنها به نام I Am Who همراه با آهنگ اصلی "My Pace"، روز بعد از شوکیس منتشر شد.
در تاریخ ۴ اکتبر، JYPE سومین شوکیس این گروه را با عنوان Stray Kids Unveil Op. 03: I Am You اعلام کرد که در ۲۱ اکتبر در سالن المپیک برگزار شد و به دنبال آن مینی آلبوم جدید I Am You روز بعد منتشر شد.
۲۰۱۹: تورهای شوکیس، سری آلبوم‌های Clé و جدایی ووجین
گروه استری کیدز سال ۲۰۱۹ را با ادامه تور شوکیس خود آغاز کردند تور رونمایی "... I Am" در آسیا و اقیانوسیه، از ۱۹ ژانویه در بانکوک آغاز شد. این گروه همچنین تور تبلیغاتی ملی Hi Stay Tour را در ماه مارس در کره شهر بوسان، دائجون و اینچئون برگزار کردند و روز آخر تور در شهر سئول در تاریخ ۲۰ آوریل در پارک المپیک برگزار شد.
در ۵ مارس، جی‌وای‌پی تاریخ سومین کامبک گروه را ۲۵ مارس ۲۰۱۹ اعلام کرد که با انتشار چهارمین مینی آلبوم آنها Clé 1: Miroh، به مناسبت اولین سالگرد شروع به کار گروه بود.
این گروه اولین برد موزیک شو خود را در ۴ آوریل در M Countdown برای آهنگ اصلی آلبوم، "Miroh" به دست آوردند.
در ۱۹ ژوئن، استری کیدز اولین آلبوم ویژه خود را با نام Clé 2: Yellow Wood، همراه با آهنگ اصلی "Side Effects" (کره ای: 부작용) در فاصله بین سفر آمریکا و اروپای خود در اولین تور جهانیشان منتشر کردند.
استری کیدز یک ترک دیجیتالی با عنوان "Double Knot" را در ۹ اکتبر منتشر کرد و همچنین تور جهانی "District 9" را از سالن المپیک، سئول، کره جنوبی در تاریخ ۲۳ تا ۲۴ نوامبر شروع کرده و همزمان زمان پخش پنجمین مینی آلبوم خود به نام Clé: Levanter را در ۲۵ نوامبر اعلام کرد. با این حال، در ۲۸ اکتبر، جی‌وای‌پی اعلام کرد که ووجین عضو گروه استری کیدز به دلایل شرایط شخصی از گروه خارج شده‌است و در نتیجه زمان پخش مینی آلبوم Clé: Levanter به ۹ دسامبر موکول شد. در ۱۳ نوامبر، این گروه موزیک ویدئو "Astronaut" اولین تک آهنگ خود را بدون Woojin به عنوان یک گروه هشت نفره منتشر کرد. در تاریخ ۹ دسامبر، استری کیدز موزیک ویدئو Cle: Levanter را منتشر کردند.
استری کیدز شوکیس ژاپنی Hi Stay را در ۱۹ دسامبر در سالن ورزشی ملی یویوگی، توکیو با ۸۰۰۰ مخاطب برگزار نمودند. این گروه تک آهنگ دیجیتال خود را با عنوان "Mixtape: Gone Days"، اولین تک آهنگ از Mixtape Project در تاریخ ۲۶ دسامبر منتشر کرد.
۲۰۲۰: اولین دبیو ژاپنی با SKZ2020، مجموعه 生 و All In
گروه استری کیدز اولین ترک‌های انگلیسی زبان خود را به نام‌های "Double Knot" و "Levanter" به عنوان تک آهنگ‌های دیجیتالی Step Out of Clé همراه با موزیک ویدیوی نسخه انگلیسی "Double Knot" در ۲۴ ژانویه ۲۰۲۰ منتشر کردند. این گروه در تاریخ ۱۸ مارس ۲۰۲۰ برای اولین بار با ضبط آلبوم SKZ2020 در ژاپن و کره جنوبی و با ضبط جدید آهنگ‌های قبلی شامل نسخه ژاپنی "My Pace" , "Double Knot" و (Levanter"(風"، که در گذشته به صورت تک آهنگ منتشر شده بودند در ژاپن دبیو کردند.
استری کیدز دومین تک آهنگ دیجیتالی Mixtape Project خود را با عنوان 
(Mixtape: "On Track" (바보라 도 알아 در تاریخ ۲۶ مارس ۲۰۲۰ منتشر کرد.
در تاریخ ۳ ژوئن سال ۲۰۲۰، استری کیدز اولین تک آلبوم ژاپنی خود را با عنوان "Top" منتشر نمود. این آهنگ به عنوان آهنگ تم برای انیمیشن Kami no Tō - برج خدا - استفاده گردید. نسخه کره ای این آهنگ در ۱۳ مه و نسخه انگلیسی آن در ۲۰ مه منتشر شد.
در ۱۷ ژوئن سال ۲۰۲۰، استری کیدز اولین آلبوم استودیویی خود را به نام (Go Live (GO 生 با آهنگ اصلی (神 메뉴, God's Menu) «منو خدایان» منتشر کرد و شامل نسخه‌های کره ای "Top" و "Slump" و تک آهنگهای "Gone Days" و "On Track" بود که قبلاً منتشر شده بودند. آلبوم Go Live با فروش در چارت آلبوم هفتگی Gaon پرفروش‌ترین آلبوم گروهی شد و ۲۴۳٬۴۶۲ نسخه از آن فروخته شد. این آلبوم در پایان ماه رتبه ۵ جدول ماهانه آلبوم Gaon را بدست آورد.
سپس این آلبوم با فروش بیش از ۲۵۰٬۰۰۰ نسخه در اوت سال ۲۰۲۰ به عنوان اولین آلبوم این گروه گواهینامه پلاتین خود را از نمودار گائون دریافت کرد. تک آهنگ اصلی "God's Menu" اولین آهنگ گروه بود که در چارت دانلود هفتگی Gaon Download Chart ظاهر شد و اولین رتبه آن ۱۴۴ بود.
استری کیدز اولین آلبوم ریپکیج استودیویی خود را با عنوان (In Life (IN 生 با آهنگ اصلی "Back Door" در ۱۴ سپتامبر منتشر کرد. این گروه در طول اجراهای خود توانست برنده دو جایزه در موزیک شوهای تلویزیونی MBC M's Show Champion و Mnet's M Countdown شود.
تک آهنگ اصلی "Back Door" توسط مجله تایم به عنوان رتبه ۸ در لیست "۱۰ آهنگ برتر سال ۲۰۲۰" قرار گرفت، که به عنوان تنها آهنگ از یک اکت کره ای در این لیست شناخته شد و به عنوان "یک فرانکشتاین هنرمند که به همان اندازه گیرنده و پیچیده‌است" توصیف گردید.
در تاریخ ۴ نوامبر سال ۲۰۲۰، استری کیدز اولین مینی آلبوم ژاپنی خود را با عنوان "All In" با تک آهنگ اصلی "All In" منتشر کردند. این آلبوم همچنین شامل نسخه‌های ژاپنی
(God's Menu" (神メニュー" و "Back Door" و اولین تک آهنگ ژاپنی این گروه "Top" بود.
در ۲۲ نوامبر، استری کیدز اولین کنسرت آنلاین خود را با عنوان "Unlock: Go Live In Life" از طریق Beyond Live برگزار کردند و آن را به عنوان ادامه تور "District 9: Unlock" در نظر گرفتند که به دلیل نگرانی در مورد همه‌گیری ویروس کرونا با تعویق و لغو روبرو شده بود. در طول این کنسرت، گروه برای اولین بار نسخه کره ای آهنگ "All In" را اجرا کردند که در نهایت در تاریخ ۲۶ نوامبر به عنوان یک تک آهنگ دیجیتالی منتشر شد.
۲۰۲۱: کینگدام: جنگ افسانه ای و آلبوم NOEASY
در مراسم جوایز موسیقی آسیایی Mnet 2020، اعلام شد که گروه استری کیدز در فصل جدید مسابقه کینگدام به گروه‌های Ateez و Theboyz خواهد پیوست.
بعد از آن شبکه Mnet اعلام کرد گروه‌های BtoB,iKon و SF9 نیز در این مسابقه شرکت خواهند کرد. استری کیدز اولین فن میتینگ رسمی طرفداران خود به نام LoveSTAY' SKZ-X' را در ۲۰ فوریه ۲۰۲۱ از طریق V Live برگزار کردند.
همچنین در ۱۸ مارس، این گروه اولین فن میتینگ ژاپنی خود را برای اولین سالگرد دبیو ژاپنی با عنوان STAYing Home Meeting برگزار کردند.
گروه استری کیدز در ۱۹ مارس آهنگ همکاری با تهیه‌کننده سوئدی Alesso و DJ Corsak چینی با عنوان "Going Dumb" را برای نسخه بازی موبایل PlayerUnknown's Battlegrounds منتشر کرد. این آهنگ در رتبه ۱۳ چارت Billboard's Hot Dance/Electronic Songs قرار گرفت.
در آخرین مرحله مسابقه Kingdom: Legendary War در روز ۳ ژوئن ۲۰۲۱، گروه استری کیدز جایگاه اول این برنامه را در بین شش گروه شرکت کننده به دست آوردند.
استری کیدز سومین تک آهنگ پروژه Mixtape خود را با عنوان (Mixtape: "Oh" (애 در ۲۶ ژوئن منتشر کرد. این آهنگ در صدر فروش آهنگ‌های دیجیتال جهانی Billboard قرار گرفت. این گروه دومین آلبوم استودیویی خود Noeasy را در ۲۳ اوت با تک آهنگ اصلی "Thunderous" منتشر کردند. این آلبوم در رتبه اول در چارت آلبوم‌های Gaon دبیو کرد. این آلبوم تا اوت ۲۰۲۱ بیش از ۱٫۱ میلیون نسخه فروش داشته‌است و استری کیدز را اولین گروه کمپانی JYP Entertainment کرد که بیش از یک میلیون نسخه برای یک آلبوم فروخته‌است. آهنگ اصلی "Thunderous" در رتبه ۳۳ در نمودار Gaon Digital Chart و رتبه ۸۰ در چارت Billboard Global 200 قرار گرفت و موفق به کسب شش جایزه در موزیک شو شد. همچنین موزیک ویدیوی Thunderous در یوتیوب در مدت ۵۵ روز پس از انتشار به ۱۰۰ میلیون بازدید رسید و پنجمین و سریع‌ترین ویدیوی گروه که به این میزان بازدید رسیده‌است.
این گروه دومین تک آهنگ ژاپنی خود "Scars" / "Thunderous" (نسخه ژاپنی) را در ۱۳ اکتبر منتشر کرد. این تک آهنگ در رتبه دوم جدول تک‌آهنگ‌های Oricon و Billboard Japan Hot 100 قرار گرفت و بیش از ۱۸۰۰۰۰ نسخه سی‌دی به فروش رساند. همچنین آلبوم تکی "special holiday" با مضمون کریسمس، با عنوان Christmas EveL در ۲۹ نوامبر منتشر شد. این آلبوم در صدر جدول آلبوم چارت Gaon قرار گرفت، و تنها در سال ۲۰۲۱ بیش از ۷۴۳۰۰۰ نسخه فروخت، و توسط KMCA گواهی دو برابر پلاتین دریافت کرد. این گروه سال ۲۰۲۱ را با انتشار دیجیتالی SKZ2021، یک آلبوم تلفیقی شامل نسخه‌های دوباره ضبط شده آهنگ‌های قبلی و نسخه کره‌ای «Scars» در ۲۳ دسامبر به پایان رساند.
۲۰۲۲: آلبوم Oddinary و Circus
در تاریخ ۱۰ فوریه ۲۰۲۲، اعلام شد که استری کیدز با Republic Records برای تبلیغات در ایالات متحده به عنوان بخشی از شراکت استراتژیک JYP Entertainment با این لیبل، در کنار گروه Itzy قرارداد امضا کرده‌است.
Stray Kids دومین فن میتینگ خود به نام "2nd #LoveStay SKZ's Chocolate Factory" را در تاریخ ۱۲ تا ۱۳ فوریه در سالن المپیک سئول به صورت حضوری و آنلاین برگزار کرد.
در ۱۸ مارس، استری کیدز ششمین مینی آلبوم خود را به نام Oddinary با آهنگ اصلی "Maniac" منتشر کرد. این مینی آلبوم در صدر جدول آلبوم‌های Gaon, نمودار آلبوم‌های رسمی فنلاند، و بیلبورد ۲۰۰ ایالات متحده آمریکا قرار گرفت. این آلبوم، اولین آلبوم استری کیدز بود که در این جدول ظاهر شد و سومین آلبوم کره ای در تاریخ بود که در صدر جدول پس از BTS، و SuperM قرار گرفت و بزرگ‌ترین هفته فروش یک آلبوم در کشور در سال ۲۰۲۲ در آن زمان با ۱۰۳۰۰۰ فروش خالص را کسب کرد. این مینی آلبوم همچنین برای اولین بار در چارت آلبوم‌های بریتانیا OCC با رتبه ۹۵ ظاهر شد. پس از انتشار آلبوم Oddinary این گروه دومین تور کنسرت خود را اعلام کرد. تور جهانی Maniac، در ۲۹ آوریل در سئول، کره جنوبی آغاز شد و پس از آن کنسرت‌های گروه در ژاپن و ایالات متحده برگزار گردید. در ۲۲ ژوئن، استری کیدز دومین مینی آلبوم ژاپنی خود Circus را منتشر کرد. آلبوم Circus نسخه ژاپنی "Maniac" را نیز شامل می‌شد. این آلبوم در رتبه دوم جدول آلبوم‌های Oricon و در صدر آلبوم‌های داغ بیلبورد ژاپن قرار گرفت. گروه استری کیدز تک آهنگ "Mixtape: Time Out" را در ۱ اوت منتشر کردند تا چهارمین سالگرد نامگذاری طرفداران خود "Stay" را جشن بگیرند.

## همکاری‌ها
قبل از دبیو رسمی استری کیدز، این نه عضو به عنوان مدل‌های جدید برای Jambangee Jeans در سال ۲۰۱۸ انتخاب شدند، که این خبر در ۱۳ فوریه با ارائه مجموعه بهاره این برند اعلام شد. در تاریخ ۲۶ ژوئن، آنها به عنوان مدل انحصاری Ivy Club برای فصل پاییز ۲۰۱۸ انتخاب شدند. در ۱۹ ژوئیه، آنها برای اولین بار مجموعه CF خود را با Minute Maid Sparkling دریافت کردند. پنج روز پس از اولین CF خود، آنها از ۲۴ ژوئیه تا ۳۱ اوت به عنوان مدل‌های تبلیغاتی «جشنواره برند جوانان» CGV انتخاب شدند. در ۱۹ سپتامبر، استری کیدز به عنوان جدیدترین سفیر Lotte Duty Free انتخاب گردیدند. این خبر در حساب‌های رسمی YouTube و Instagram این شرکت اعلام شد. در ۱۶ اکتبر، استری کیدز مدل‌های جدید برند تجاری لباس ورزشی کره ای "Pro-Specs" شدند.
در ۱۷ ژوئن ۲۰۱۹، استری کیدز به عنوان جدیدترین سفیر جشنواره Talk Talk Korea در سال ۲۰۱۹ انتخاب شد و در ۱۸ ژوئن، آنها توسط سرویس فرهنگ و اطلاعات کره، وزارت فرهنگ، ورزش و گردشگری کره به عنوان سفیر افتخاری منصوب گردیدند.
در نوامبر ۲۰۲۰، استری کیدز به عنوان سفیر مارک Shopee Indonesia برای فروش بزرگ ۱۱٫۱۱ و فروش ۱۲٫۱۲ انتخاب شد.
در اول فوریه سال ۲۰۲۱، استری کیدز انتخاب شدند تا به عنوان مدل جدیدی از برند تجاری Clio Cosmetics تبدیل شوند.
در ۸ ژوئن ۲۰۲۱، برند لباس ژاپنی Wego اعلام کرد همکاری ویژه ای با گروه استری کیدز خواهد داشت و سپس این برند آیتم‌های ویژه ای برای گروه معرفی و در سایت خود به فروش گذاشت.
در ۲۳ ژوئن ۲۰۲۱، استری کیدز به عنوان سفیران نمایشگاه Expo 2021 Dubai pavilion با موضوع نمایشگاه «پیوند ذهن‌ها و ساختن آینده» منصوب شدند. هدف از سفیر بودن اسکیز ترویج فرهنگ کره برای بازدیدکنندگان داخلی و خارجی در این نمایشگاه است.
در ماه سپتامبر ۲۰۲۱ اعلام شد که گروه استری کیدز قرار است به مدلهای جدیدی از برند آرایشی Nacific تبدیل شوند. همچنین زیر گروه دنس راچا (لینو، هیونجین، و فلیکس) در کمپین‌های کفش ورزشی تک جنسیتی Earthbeat برند ایتالیایی Etro ظاهر شدند. در سال ۲۰۲۲، این گروه به‌عنوان مدل‌های کمپین تابستانی، تی‌شرت تابستانی ۲۰۲۲ ماهاگرید (Mahagrid), و همچنین سفیران برند لباس فیلیپینی Bench انتخاب شدند.

## اعضا
برگرفته از نمایه گروه در وبگاه رسمی جی‌وای‌پی انترتینمنت.
| نام هنری    | نام اصلی               | هانگول | زادروز          | موقعیت در گروه                            |
| اعضای فعلی  |                        |        |                 |                                           |
| بنگ چان     | بنگ کریستوفر چان       | 방찬   | ۳ اکتبر ۱۹۹۷    | لیدر، لید وکال، رپر کمکی، آهنگساز اصلی    |
| لی نو       | لی مینهو               | 리노   | ۲۵ اکتبر ۱۹۹۸   | دنسر اصلی، وکالیست، رپر کمکی              |
| چانگبین     | سئو چانگبین            | 창빈   | ۱۱ اوت ۱۹۹۹     | رپر اصلی، وکال کمکی، آهنگساز              |
| هیونجین     | هوانگ هیونجین          | 현진   | ۲۰ مارس ۲۰۰۰    | دنسر اصلی، لید رپر، وکال کمکی، چهره گروه  |
| هان         | هان جیسونگ             | 한     | ۱۴ سپتامبر ۲۰۰۰ | رپر اصلی، لید وکال، آهنگساز               |
| فلیکس       | لی فلیکس (لی یونگ بوک) | 필릭스 | ۱۵ سپتامبر ۲۰۰۰ | لید دنسر، لید رپر، وکال کمکی و بسیار کراش |
| سونگمین     | کیم سونگمین            | 승민   | ۲۲ سپتامبر ۲۰۰۰ | وکالیست اصلی                              |
| آی ان       | یانگ جونگین            | 아이엔 | ۸ فوریه ۲۰۰۱    | وکالیست، مکنه گروه                        |
| اعضای پیشین |                        |        |                 |                                           |
| ووجین       | کیم ووجین              | 우진   | ۸ آوریل ۱۹۹۷    | وکالیست                                   |

## ترانه‌شناسی
برگرفته از ویکی‌پدیا انگلیسی دیسکوگرافی استری کیدز
|  | تایتل ترک               | سال انتشار  | آلبوم                                           | اطلاعات |
|  | ----------------------- | ----------- | ----------------------------------------------- | --- |
|  | "Hellevator"            | ۲۰۱۷ و ۲۰۱۸ | Mixtape                                         | - انتشار اولین ترک: ۶ اکتبر ۲۰۱۷ - انتشار آلبوم: ۸ ژانویه ۲۰۱۸ - کمپانی: JYP Entertainment - فرمت: CD, digital download, streaming            |
|  | "District 9"            | ۲۰۱۸        | I Am Not                                        | - انتشار آلبوم: ۲۵ مارس ۲۰۱۸ - کمپانی: JYP Entertainment - فرمت: CD, digital download, streaming                                              |
|  | "My Pace"               | ۲۰۱۸        | I Am Who                                        | - انتشار آلبوم: ۶ اوت ۲۰۱۸ - کمپانی: JYP Entertainment - فرمت: CD, digital download, streaming                                                |
|  | "I Am You"              | ۲۰۱۸        | I Am You                                        | - انتشار آلبوم: ۲۲ اکتبر ۲۰۱۸ - کمپانی: JYP Entertainment - فرمت: CD, digital download, streaming                                             |
|  | "Miroh"                 | ۲۰۱۹        | Clé 1: Miroh                                    | - انتشار آلبوم: ۲۵ مارس ۲۰۱۹ - کمپانی: JYP Entertainment - فرمت: CD, digital download, streaming                                              |
|  | "Side Effects"          | ۲۰۱۹        | Clé 2: Yellow Wood                              | - انتشار آلبوم: ۱۹ ژوئن ۲۰۱۹ - کمپانی: JYP Entertainment - فرمت: CD, digital download, streaming                                              |
|  | "Double Knot"           | ۲۰۱۹        | تک آهنگ                                         | - انتشار: ۸ اکتبر ۲۰۱۹ - کمپانی: JYP Entertainment                                                                                            |
|  | "Levanter"              | ۲۰۱۹        | Clé: Levanter                                   | - انتشار آلبوم: ۱۰ دسامبر ۲۰۱۹ - کمپانی: JYP Entertainment - فرمت: CD, digital download, streaming                                            |
|  | "Mixtape: Gone Days"    | ۲۰۱۹        | تک آهنگ                                         | - انتشار تک آهنگ: ۲۶ دسامبر ۲۰۱۹ - کمپانی: JYP Entertainment                                                                                  |
|  | "SKZ2020"               | ۲۰۲۰        | SKZ2020                                         | - انتشار آلبوم :۱۸ مارس ۲۰۲۰ - کمپانی: JYP Entertainment - فرمت: CD, digital download, streaming                                              |
|  | "Mixtape: On Track"     | ۲۰۲۰        | تک آهنگ                                         | - انتشار تک آهنگ: ۲۵ مارس ۲۰۲۰ |
|  | "Top"                   | ۲۰۲۰        | Top (Korean, English and Japanese)              | - انتشار آلبوم: ۳ مه ۲۰۲۰ - کمپانی: JYP Entertainment - فرمت: CD, digital download, streaming                                                 |
|  | "God's Menu"            | ۲۰۲۰        | "Go Live" (GO生)                                | - انتشار آلبوم: ۱۷ ژوئن ۲۰۲۰ - کمپانی: JYP Entertainment - فرمت: CD, digital download, streaming                                              |
|  | "Back Door"             | ۲۰۲۰        | In Life                                         | - انتشار آلبوم: ۱۴ سپتامبر ۲۰۲۰ - کمپانی: JYP Entertainment - فرمت: CD, digital download, streaming                                           |
|  | "All In"                | ۲۰۲۰        | All In (اولین مینی آلبوم) (Korean and Japanese) | - انتشار آلبوم: ۴ نوامبر ۲۰۲۰ - انتشار تک آهنگ ورژن کره ای :November 26 , 2020 - کمپانی: JYP Entertainment, Epic Japan - فرمت: CD, CD+DVD, DL |
|  | "Going Dumb"            | ۲۰۲۱        | تک آهنگ                                         | - انتشار تک آهنگ: ۱۹ مارس ۲۰۲۱ |
|  | " Wolfgang "            | ۲۰۲۱        | تک آهنگ                                         | - انتشار تک آهنگ: ۲۸ مه ۲۰۲۱ |
|  | " Mixtape: OH "         | ۲۰۲۱        | تک آهنگ                                         | - انتشار تک آهنگ: ۲۶ ژوئن ۲۰۲۱ |
|  | " Thunderous (소리꾼) " | ۲۰۲۱        | Noeasy                                          | - انتشار آلبوم: ۲۳ اوت ۲۰۲۱ - کمپانی: JYP Entertainment - فرمت: CD, digital download, streaming                                               |
|  | " Scars "               | ۲۰۲۱        | Scars (Japanese ver.)                           | - انتشار تک آهنگ: ۱۳ اکتبر ۲۰۲۱ |
|  | " Christmas EveL "      | ۲۰۲۱        | Christmas EveL                                  | - انتشار آلبوم: ۲۹ نوامبر ۲۰۲۱ - کمپانی: JYP Entertainment - فرمت: CD, digital download, streaming                                            |
|  | " SKZ2021 "             | ۲۰۲۱        | SKZ2021                                         | - انتشار آلبوم: ۲۱ دسامبر ۲۰۲۱ - کمپانی: JYP Entertainment - فرمت: CD, digital download, streaming                                            |
|  | " Maniac "              | ۲۰۲۲        | Oddinary                                        | - انتشار آلبوم: ۱۸ مارس ۲۰۲۲ - کمپانی: Republic , JYP Entertainment - فرمت: CD, digital download, streaming                                   |
|  | "Circus"                | ۲۰۲۲        | Circus                                          | - انتشار آلبوم: ۲۲ ژوئن ۲۰۲۲ - کمپانی: JYP Entertainment ,Epic Japan - فرمت: CD, CD+DVD, DL                                                   |
|  | "Mixtape: Time Out"     | ۲۰۲۲        | تک آهنگ                                         | - انتشار تک آهنگ: ۱ اوت ۲۰۲۲ |